# Oceaniidae
Die Oceaniidae sind eine marine Familie der Nesseltiere (Cnidaria), die zur Klasse der Hydrozoen (Hydrozoa) gehört. Die Familie umfasst derzeit etwa 25 Arten. Turritopsis nutricula McCrady, 1859 gilt als potentiell unsterblich: Zellen der Exumbrella können durch Differenzierung zum Keim eines neuen Polypen werden, der wieder eine Kolonie hervorbringen kann. Diese ist genetisch mit der Meduse identisch.

## Merkmale
Die Hydroidpolypen sind monomorph oder auch polymorph. Es handelt sich um sessile, stolonale oder verzweigte Kolonien. Die Freßpolypen (Gastrozooide) besitzen filiforme Tentakeln, die über das distale Drittel des Hydranthenkörper verteilt sind; sie sind nicht in Reihen oder Kränzen konzentriert. Die Gonophoren sind entweder freie Medusen oder festsitzende Sporensäcke. Sie entwickeln sich entweder unterhalb des Körpers des Hydranthen oder direkt auf Stolonen. Diese können zu gestielten Blastostylen differenziert sein. Die Stiele sind mit Perisarc bedeckt. Die freie Meduse, wenn Medusen gebildet werden, besitzt einen Mund mit vier Lippen. Die Ränder der Lippen sind gefranst und mit zahlreichen rundlichen Nesselzellenbüscheln besetzt. Es sind vier einfach radiale Kanäle vorhanden. Die juvenilen Medusen besitzen vier oder mehr Tentakeln, die adulten Medusen viele Tentakeln (130 und mehr), die aber nicht in Gruppen zusammengefasst sind. Die Nesselzellen sind über die gesamten Tentakeln gleichmäßig verteilt. Die Gonaden sitzen auf den interradialen Bereichen der Außenwand des Manubriums. Ocelli sind vorhanden; sie sitzen an der Basis der Tentakeln. 

## Geographisches Vorkommen
Die Vertreter der Familie sind weltweit in den Meeren verbreitet. Sie dringen auch in brackische Bereiche bzw. fast Süßwasserbereiche (1–15 ‰) vor. 

## Systematik
Die Monophylie der Familie ist bisher noch nicht nachgewiesen. Einzelne Gattungen werden bzw. wurden früher auch zusammen mit der Gattung Clava in einer Familie Clavidae zusammengefasst. Die Typusgattung der Clavidae wird jedoch heute zur Familie Hydractiniidae gestellt. Nach der World Hydrozoa Database umfasst die Familie sieben Gattungen (Stand. 2022):
- Corydendrium van Beneden, 1844
- Merona Norman, 1865
- Oceania Péron & Lesueur, 1810
- Rhizogeton Agassiz, 1862
- Similomerona Schuchert, 2004
- Turritopsis McCrady, 1857, darunter
  - Turritopsis dohrnii Weismann, 1883
  - Turritopsis nutricula McCrady, 1859
- Turritopsoides Calder, 1988

Umstritten ist die Position der traditionell zugeordneten Gattung Cordylophora Allman, 1843, mit der Art Keulenpolyp, (Cordylophora caspia Pallas, 1771). Diese ist nach genetischen Untersuchungen vermutlich näher mit den Bougainvilliidae verwandt, sie wird provisorisch in monotypische eigene Familie Cordylophoridae gestellt.
Die ehemals zugeordnete Gattung Corystolona gilt nun als Synonym von Filellum Hincks, 1868 (Familie Lafoeidae).

### Online
- Hydrozoa Directory